# Can Portell Vell
Can Portell Vell és una masia del veïnat de Valldeix del municipi de Mataró (Maresme), catalogada com a bé cultural d'interès local.

## Història
Es tracta de la casa pairal dels Portell, que al segle xv ja eren jurats de la vila. El 1616, Gaspar Portell obtingué el títol de burgès honrat de Mataró i tenia quatre fills: Salvador, hereu de la casa pairal, que morí a finals de l'estiu del 1652 durant una epidèmia de còlera; Gaspar i Francesc, que seguiren la carrera eclesiàstica; i Antoni (†1655), notari públic de Barcelona i escrivà major de la Batllia General de Catalunya.
Aquest darrer es va casar amb Isabel Cirera i Llauder, de Mataró, i fou succeït pel seu fill Francesc Portell i Cirera. El 1679 es va casar amb Francesca Font i Carreras, filla del difunt Pere Pau Font, ciutadà honrat, i d'Eulàlia Carreras, i aquell mateix va ser nomenat cavaller. Doctor en drets i catedràtic de la Universitat de Barcelona, el 1690 va adquirir la condició de noble del Principat de Catalunya. El 1703 fou nomenat fiscal del Consell d'Aragó, i quan aquest organisme fou suprimit per Felip V després de la batalla d'Almansa (1707), passà a formar part del Consell de Castella.
Va morir a Madrid el 1715, i fou succeït pel seu fill Joan Miquel de Portell i Font, que el 1726 es va casar amb Anna de Peirí i Folch, de Vilanova d'Escornalbou, en una cerimònia oficiada per l'abat de Cardona Jaume de Portell i Font, germà del nuvi. Va ocupar diverses places de corregidor sota l'administració borbònica i posteriorment esdevindria regidor perpetu de Barcelona, càrrec que heretaria el seu hereu Josep Francesc de Portell i Peirí (†1780), casat amb Raimunda de Càrcer i Bellver (†1786).
L'hereu fou Joan Josep de Portell i de Càncer, casat amb Raimunda d'Oms. Segons el baró de Maldà, l'hereu Ramon de Portell i d'Oms era «un dels minyons de broma, dels molts hereuets que pugen», i el 17 d'abril del 1800 es va fer frare. Tanmateix, la vocació li va durar poc, ja que el 28 de setembre, el baró escrivia que «de cert és ja desfrarat i tornar a casa sos pares, havent estat rota una velleitat lo fervor». Pel que sembla, el juliol de l'any següent havia tornat a prendre els hàbits a Escornalbou, però finalment, el 1802 es va casar a Tarragona amb Francesca de Bette i Sanç.
El 1823, l'hereva Miquela de Portell i de Bette es va casar amb Benet de Ballester i de Nin, i en els capítols matrimonials rebé la donació dels béns dels seus pares.

## Descripció
Consta de planta baixa i dos pis amb annexes i torre. Ha estat molt transformada al llarg del temps. A la planta baixa hi dos portals d'arc escarser, balcons al primer pis i finestres al segons. A la llinda d'una finestra de la planta baixa hi ha un escut amb una torre i la data 1616.
A la façana de ponent destaca la capçalera noucentista, els finestrals arcats del segon pis i la terrassa amb balustres de l'annex. Ambdues façanes, la del migdia i la de ponent tenen rellotges de sol. Al centre del conjunt es troba una torre de planta rectangular amb coberta a quatre aigües.
Davant la casa hi ha una era amb plàtans centenaris i un portal d'accés amb carreus de pedra.